# Дружба (Рогачёвский район)
Дру́жба  (бел. Дру́жба) — деревня в Звонецком сельсовете Рогачёвского района Гомельской области Беларуси.

## География

### Расположение
В 46 км на северо-восток от районного центра и железнодорожной станции Рогачёв (на линии Могилёв — Жлобин), 105 км от Гомеля.

## Транспортная сеть
Транспортные связи по просёлочной, затем автодороге Рогачёв — Довск. Планировка состоит из 2 параллельных улиц меридиональной ориентации, соединённых короткой улицей. Застройка свободная, деревянная, усадебного типа.

## История
Основана в начале 1920-х годов переселенцами из соседних деревень на бывших помещичьих землях. В ходе программы коллективизации сельского хозяйства в 1929 году был организован колхоз «Дружба». Согласно переписи 1959 года 243 жителя. В составе совхоза «Большевик» (центр — деревня Звонец).

## Население
- 1959 год — 243 жителя (согласно переписи)
- 2004 год — 17 хозяйств, 23 жителя
- 2019 год — 3 хозяйства, 3 жителя[2]